# 我爱河东狮
《我爱河东狮》是2005年中国大陆播出的古装爱情电视剧。

## 劇情
集美貌、文才、歌藝於一身的杜家二小姐月紅夢想嫁給一個狀元郎，為此她不惜到醉香坊拋頭露面，用她的美貌與才藝震動四方，為的就是有朝一日釣得一個狀元之才的夫君，一時間，天下風流才子無不趨若鶩，爭相拜倒在月紅之石榴裙下，怎奈月紅非狀元之才不嫁，眼界之高，令天下男人肝腸寸斷。
擁有狀元之才的風流才子柳士傑琴棋書畫、詩詞歌賦乃至三教九流無一不精，惹得方圓百里的姑娘們為之心猿意馬，身前身後美女相隨無數。偏偏士傑心高氣傲，一不屑進京趕考，二不娶胭脂俗粉的姑娘。一心過著逍遙自在的田園生活。於是方圓百里的姑娘為栓住士傑之心，可謂煞費苦心。
月紅與柳士傑，不但性格不合，志向更是相背。遇在一起，有如天雷碰地火，偏偏老天讓二人屢屢相遇相碰，於是月紅三打柳士傑，柳士傑五氣月紅。在相互殘殺中，二人惺惺相惜，不久，柳士傑中了月紅圈套，嫁進了杜府成為月紅的夫婿，為了讓士傑趕考，月紅不惜用十大酷刑。逼士傑忘記田園生活，她幫士傑洗腦，逼士傑讀書，斬斷士傑與外界的一切連繫，士傑的噩夢開始啦﹗。

## 演员
- 陈好 出演 杜月红
- 焦恩俊 出演 柳士杰
- 薛佳凝 出演 白水心。白勝天的女兒。九國舅的女兒
- 梁天 出演 高伯飞
- 丁子峻 出演 二皇子
- 馬崇樂 出演 杜國威。杜月紅的父親
- 趙君 出演 一寸金。醉香坊的頭家
- 柏雪 出演 小麻雀。月紅的貼身丫環
- 李鑫 出演 郭襄宜。柳士杰好友
- 常鋮 出演 陸少游。柳士杰好友